# Ана Фокс
Ана Фокс (на английски: Ana Foxxx) е американска порнографска актриса, родена на 29 октомври 1988 г. в град Риалто, щата Калифорния, САЩ.
Дебютира като актриса в порнографската индустрия през 2012 г., когато е на 24 години.

## Филмография
- Black Anal Addiction 2 (2011)
- Bartender (2013)
- Black Heat (2013)
- Sport Fucking 11 (2013)
- Pussy Workout 3 (2013)
- This Ain't Star Trek XXX 3

## Награди и номинации
| Година | Церемония    | Резултат  | Награда                                | Филм                     | Заедно със    |
| ------ | ------------ | --------- | -------------------------------------- | ------------------------ | ------------- |
| 2017   | XBIZ награда | Носителка | Най-добра секс сцена в гонзо продукция | „Черни анални съкровища“ | Мануел Ферара |